# Odontodiaptomus thomseni
Odontodiaptomus thomseni é uma espécie de crustáceo da família Diaptomidae.
É endémica do Uruguai.